# Typographische Jahrbücher
Typographische Jahrbücher titelte eine im 19. Jahrhundert erstmals erschienene Fachzeitschrift, die sich insbesondere mit Grafik und insbesondere Typografie sowie der in der Druckindustrie angewandten Drucktechnik befasste. Laut ihrem Untertitel waren die Jahrbücher „verbunden mit den Mitteilungen für photomechanische Reproduktionstechnik.“
Das von 1880 bis 1929 in 50 Jahrgängen vom Technikum für Buchdrucker über Mäser in Leipzig herausgegebene Periodikum erschien ein Mal pro Monat.
Zeitweilig enthielt das Blatt die Mitteilungen für photomechanische Reproduktionstechnik als Beilage. Die Zeitschrift wurde durch die Graphischen Jahrbücher fortgesetzt.